# Czeska Liga Koszykówki Kobiet
Czeska Liga Koszykówki Kobiet (cz. Český pohár v basketbalu žen) – najwyższa w hierarchii klasa żeńskich ligowych rozgrywek koszykarskich w Czechach, będąca jednocześnie najwyższym szczeblem centralnym (I poziom ligowy). Zmagania w jej ramach toczą się cyklicznie (co sezon), systemem kołowym z fazą play-off na zakończenie każdego z sezonów i przeznaczone są dla najlepszych czeskich klubów koszykarskich. Jej triumfatorki zostają mistrzyniami Czech, natomiast drużyny z najsłabszym bilansem są relegowane do ligi niższej. Czołowe zespoły klasyfikacji końcowej każdego sezonu uzyskują prawo występów w europejskich pucharach w sezonie następnym (Eurolidze, bądź FIBA EuroCup Women).

## Historyczne nazwy sponsorskie
- Bonver ŽBL (2015–2016)[1]
- Renomia ŽBL (2019–2022)[2]
- Chance ŽBL (od 2022)[3]

## Drużyny w sezonie 2022/2023
- BK Strakonice
- BLK Slavia Praga
- KARA Trutnov
- KP Brno
- Levhartice Chomutov
- SBŠ Ostrawa
- Slovanka
- Sokol H. Králové
- ZVVZ USK Praga
- Žabiny Brno

## Finalistki
| Sezon   | Mistrzynie                | Wicemistrzynie                | Wynik |
| ------- | ------------------------- | ----------------------------- | ----- |
| 1993–94 | USK Praga                 | SK MORCAN Královo Pole        | .     |
| 1994–95 | USK ERPET Praga           | IMOS Žabovřesky               | .     |
| 1995–96 | IMOS Žabovřesky           | USK ERPET Praga               | .     |
| 1996–97 | IMOS Žabovřesky           | USK ERPET Praga               | .     |
| 1997–98 | IMOS Gambrinus Žabovřesky | BK Kaučuk Kralupy nad Vltavou | .     |
| 1998–99 | IMOS Gambrinus Žabovřesky | SBC Hanácká Kyselka Přerov    | .     |
| 1999–00 | Gambrinus Brno            | SBC Hanácká Kyselka Přerov    | .     |
| 2000–01 | Gambrinus BVV Brno        | USK Blex K.V. Praga           | .     |
| 2001–02 | Gambrinus JME Brno        | USK Blex K.V. Praga           | .     |
| 2002–03 | Gambrinus JME Brno        | USK Blex K.V. Praga           | .     |
| 2003–04 | Gambrinus JME Brno        | VČE Loko Trutnov              | .     |
| 2004–05 | Gambrinus JME Brno        | USK Blex K.V. Praga           | .     |
| 2005–06 | Gambrinus SIKA Brno       | USK Blex K.V. Praga           | 3:0   |
| 2006–07 | Gambrinus SIKA Brno       | USK Blex K.V. Praga           | 3:0   |
| 2007–08 | Gambrinus SIKA Brno       | USK Praga                     | 3:0   |
| 2008–09 | USK Praga                 | Gambrinus SIKA Brno           | 3:2   |
| 2009–10 | Frisco SIKA Brno          | USK Praga                     | 3:1   |
| 2010–11 | USK Praga                 | Frisco SIKA Brno              | 3:0   |
| 2011–12 | USK Praga                 | Frisco SIKA Brno              | 3:0   |
| 2012–13 | USK Praga                 | IMOS Brno                     | 3:1   |
| 2013–14 | USK Praga                 | IMOS Brno                     | 3:0   |
| 2014–15 | USK Praga                 | Sokol HK                      | 3:0   |
| 2015-16 | USK Praga                 | DSK Nymburk                   | 3:0   |
| 2016-17 | USK Praga                 | Sokol HK                      | 3:0   |
| 2017-18 | USK Praga                 | KP Brno                       | 3:0   |
| 2018-19 | USK Praga                 | BK Žabiny Brno                | 3:0   |
| 2019-20 | USK Praga                 | Sokol HK                      | 3:0   |
| 2020-21 | USK Praga                 | Sokol HK                      | 3:0   |
| 2021-22 | USK Praga                 | BK Žabiny Brno                | 3:0   |
| 2022-23 | USK Praga                 | BK Žabiny Brno                | 3:0   |

## Bilans mistrzyń
Zestawienie uwzględnia również tytuły mistrzowskie, uzyskane przez zespoły podczas występów w lidze czechosłowackiej.
| Klub                        | Lt. | Sezony mistrzowskie |
| --------------------------- | --- | --- |
| ZVVZ USK Praga              | 24  | 1969/70, 1972/73, 1981/82, 1982/83, 1983/84, 1984/85, 1987/88, 1988/89, 1993, 1993/94, 1994/95, 2008/09, 2010/11, 2011/12, 2012/13, 2013/14, 2014/15, 2015/16, 2016/17, 2017/18, 2018/19, 2019/20, 2020/21, 2021/22, 2022/23 |
| BLC Sparta Praga            | 23  | 1947/48, 1948/49, 1949/50, 1952, 1953, 1957/58, 1962/63, 1965/66, 1966/67, 1967/68, 1968/69, 1970/71, 1971/72, 1973/74, 1974/75, 1975/76, 1976/77, 1977/78, 1978/79, 1979/80, 1980/81, 1985/86, 1986/87                      |
| BK Žabiny Brno              | 14  | 1995/96, 1996/97, 1997/98, 1998/99, 1999/00, 2000/01, 2001/02, 2002/03, 2003/04, 2004/05, 2005/06, 2006/07, 2007/08, 2009/10                                                                                                 |
| Slovan Orbis Praga          | 9   | 1953/54, 1955/56, 1956/57, 1958/59, 1959/60, 1960/61, 1961/62, 1963/64, 1964/65 |
| VBVS Praga                  | 4   | 1932/33, 1933/34, 1934/35, 1935/36 |
| Strakova Akademie Praga     | 4   | 1936/37, 1937/38, 1938/39, 1939/40 |
| YMCA Praga                  | 4   | 1940/41, 1941/42, 1942/43, 1943/44 |
| Železničářky Hradec Králové | 2   | 1945/46, 1946/47 |
| BK SK Žabovřesky            | 1   | 1950/51 |
| Slavia Praga Pedagog        | 1   | 1954/55 |